# Château de Lichecourt
Le château de Lichecourt est un château de la commune de Relanges au sud-ouest du département des Vosges, en région Lorraine. Il s'agit d'une demeure de gentilshommes verriers qui conserve une allure seigneuriale.

## Histoire
Le premier bâtiment construit à cet endroit est une maison forte, bâtie par Jean de Thysac et son épouse Alix de Massy (dit du Barisey), au XVe siècle. La famille de Thysac est une famille de gentilshommes verriers. Originaire de Bohême, les verriers sont appelés en Lorraine par le duc au XVe siècle. La maison forte est incendiée et reconstruite à plusieurs reprises. C'est leur fils Nicolas de Thysac qui la reconstruit au milieu du XVIe siècle, ainsi que le pavillon sud qui lui est accolé, le château, la tour nord et une enceinte.
Après la mort de Nicolas de Thysac, le château entre dans le régime de l'indivision et est partagé entre les descendants des fondateurs. Ce régime reste en place du milieu du XVIe siècle jusqu'à la révolution française. Ainsi Lichecourt voit se construire différentes habitations secondaires autour du château, habitées par plusieurs familles différentes qui se partagent le domaine. Nicolas de Thysac mort, ce sont ses deux gendres, Nicolas de Dardenet (écuyer, seigneur de Gourey, capitaine de la ville de Clermont-en-Argonne) et Philippe le Brun (écuyer, seigneur de Mons-en-Quercy, capitaine de la ville et du château de Capdenac) qui se partagent le château et le pavillon sud.

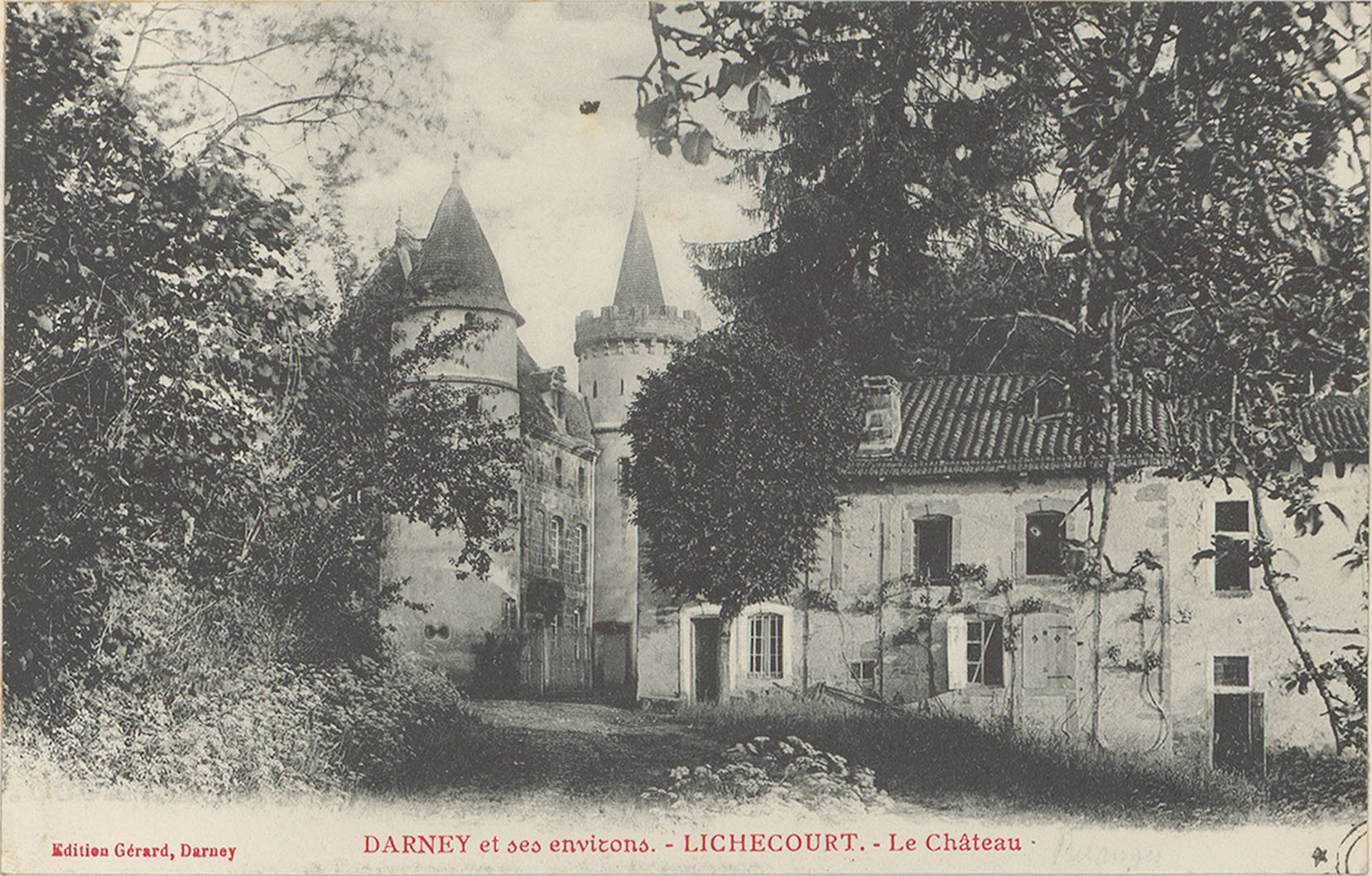
Vue historique du château et de ses dépendances.

Au cours de la guerre de Trente Ans, l'enceinte est détruite en 1635 par les Français et les Suédois. Une grande partie du château actuel est reconstruit entre 1703 et 1732. Au XIXe siècle, un étage est ajouté à la tour nord dans le style néogothique.
Plusieurs éléments du château ont été inscrits aux monuments historiques le 17 septembre 1973. Il s'agit de la façade principale, la tour Sud-Est, la tour Nord-Est à l'exclusion du dernier étage et du couronnement, et les deux pavillons dont un sert de chapelle. La maison du verrier de Thysac, collée au pavillon sud, a été inscrite aux monuments historiques le 19 décembre 1986.
La ferme à côté du château accueille depuis 2000 une maison de retraite pour chevaux, appelée "Crins Blancs", pour assurer une fin de vie de qualité aux chevaux âgés, prématurément usés, accidentés, maltraités ou abandonnés.

## Description
Le domaine de Lichecourt se compose de trois bâtiments principaux : le château proprement dit, le pavillon nord et le pavillon sud auquel est accolé la maison du verrier de Thysac

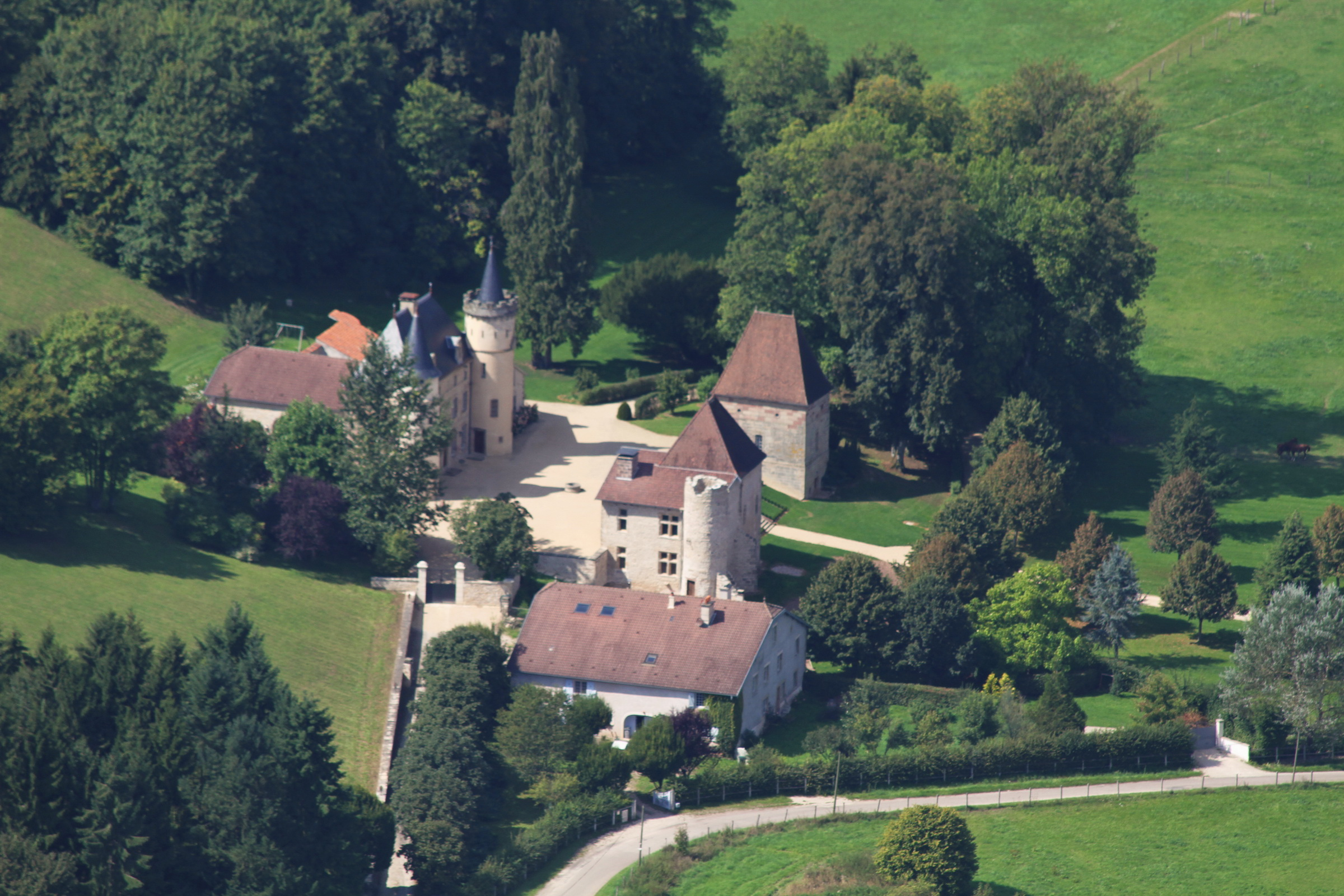
Domaine de Lichecourt vu du ciel (2010)

### Le château
C'est une robuste construction rectangulaire en blocs de grès taillés irrégulièrement. Les murs ont plus d'un mètre d'épaisseur. La façade principale regarde vers le nord-est où il est gravé 1707 et 1723, dates de remaniements importants. Le château comporte quatre niveaux : un rez-de-chaussée avec une porte d'entrée datant de la fin du XVIe siècle, avec un grand linteau mouluré à consoles que surmonte un fronton triangulaire qui accueillait jadis un trumeau orné d'armoiries ; un premier étage éclairés par des fenêtres à petits carreaux ; un deuxième étage avec de petites fenêtres ; et un troisième étage avec deux belles lucarnes en pierre sculptée de style Henri IV qui sont intégrées à la toiture de petites tuiles. Enfin, le fait du toit est dominé par une cheminée centrale.
La façade principale est entourée de deux tours rondes de hauteur inégale. La plus élevée se trouve à droite (tour nord) et contient un escalier de pierre à vis dont les marches sont juxtaposées. Elle a été surélevée dans le style néogothique du XIXe siècle pour copier un donjon, avec une couronne de meurtrières, de mâchicoulis et de créneaux postiches. La plus petite tour se trouve à gauche de la façade (tour sud). Elle conserve son aspect ancien avec à chaque étage des meurtrières doubles en entonnoir, prévues pour la défense de tous les côtés. Elle est coiffée d'un toit en forme de bonnet de coton.

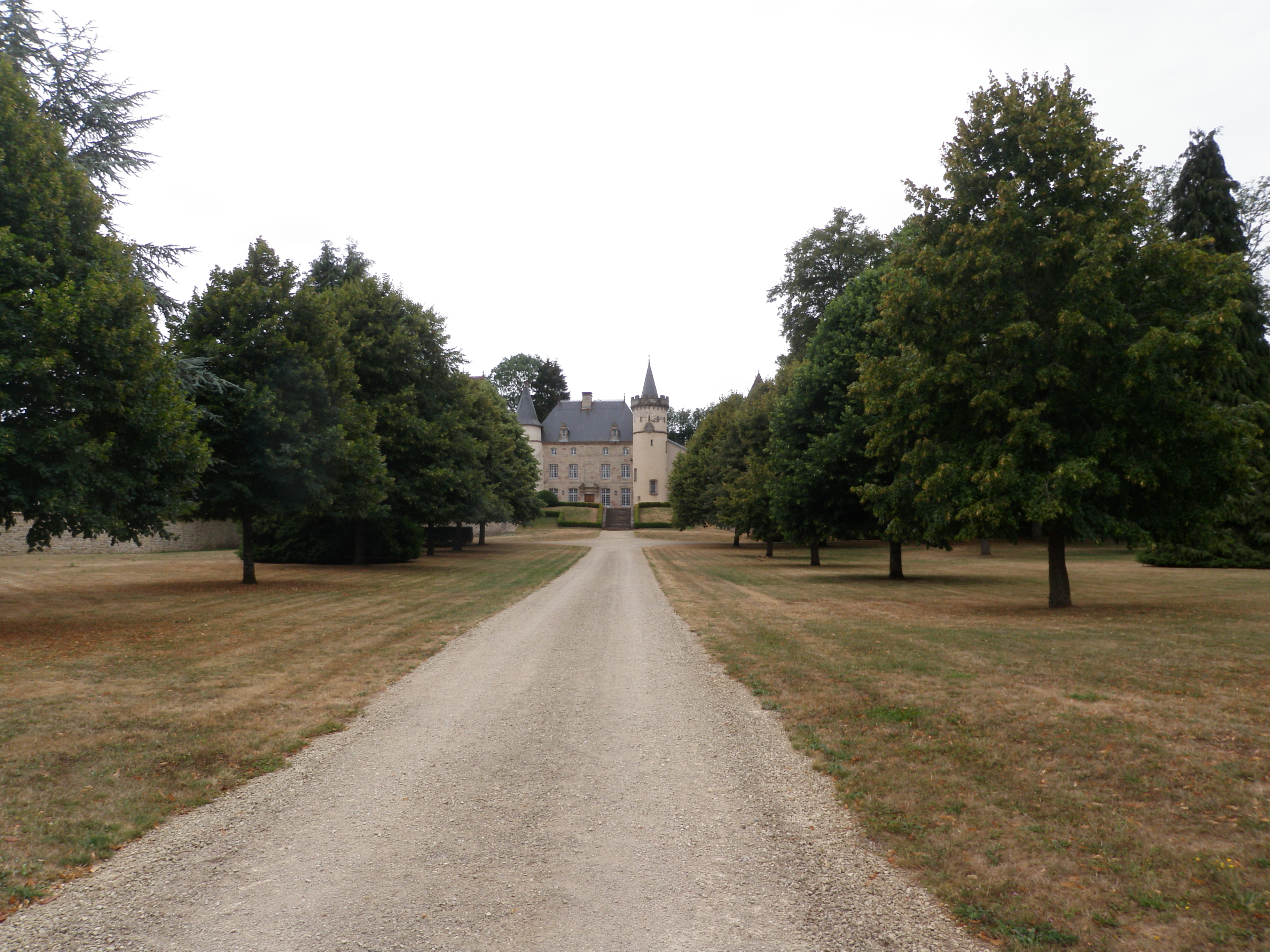
Le château de Lichecourt et son parc (2015)

Devant le château se trouve une large cour d'honneur, délimitée par deux pavillons carrés à hautes toitures de petites tuiles.

### Le pavillon nord
Il se trouve devant le château à droite. D'époque Louis XIII, il est plus récent que le précédent. Il comporte un étage où se trouvait le colombier féodal.

### Le pavillon sud et la maison du verrier de Thysac
Le pavillon sud se trouve devant le château à gauche. Il date du milieu du XVIe siècle et accueille la chapelle où sont inhumés les seigneurs de Lichecourt. La porte d'entrée, à doubles vantaux, est surmontée d'un linteau en cintre surbaissé soutenu par des pilastres cannelés aux chapiteaux ornés de fines sculptures renaissance. À l'intérieur, la chapelle est éclairée par deux fenêtres, l'un des vitraux porterait deux écussons surmontés d'une couronne de comte.
Contre le pignon est de la chapelle sont adossés les restes d'une maison forte du XVIe siècle, rasés au-dessus des fenêtres à meneaux de l'étage et couvert d'une toiture en tuiles rondes. On l'appelle la maison du verrier de Thysac.
Entre les deux pavillons, on trouve un escalier d'une vingtaine de marches qui relie la cour d'honneur au jardin devant le domaine de Lichecourt. Depuis l'escalier, la vue s'étend bien sûr sur le jardin (autrefois le potager), un étang où coule le ruisseau de Lichecourt mais aussi sur  devant le domaine de Lichecourt, le "Bois le Comte" (une partie de la forêt de Darney) et on peut même apercevoir au loin le clocher de l'église Notre-Dame de Relanges.

### Sources
- Jean-François Michel, Châteaux des Vosges, Nouvelles Éditions latines  (ISBN 2-7233-0039-0)
- Recherche, conclusions et bibliographie sur le passé verrier de la forêt de Darney : problèmes et perspectives, par Jean-François Michel Président de l’association Saône lorraine.